# عطاالله لودین
عطاالله لودین (زاده: ۱۳۴۰ ولسوالی کامه، ولایت ننگرهار) سیاست‌مدار افغانستانی و نماینده مردم ننگرهار در دوره پانزدهم مجلس نمایندگان افغانستان است.

## زندگی‌نامه
عطاالله لودین متولد ۱۳۴۰ از ولسوالی کامه ولایت ننگرهار افغانستان است. وی دارای مدرک تحصیلی لیسانس از دانشکده شرعیات است.

## دیگر فعالیت‌ها
- رئیس مرافعه ولایت ننگرهار.[۱]
- رئیس عمومی محکم استیناف کابل.[۱]
- رئیس محکمه مرافعه ولایت کابل.[۱]